# Kang Min-Jeong
Kang Min-Jeong (21 de marzo de 1978) es una deportista surcoreana que compitió en judo. Ganó una medalla de bronce en los Juegos Asiáticos de 1998, y una medalla de bronce en el Campeonato Asiático de Judo de 1996.

## Palmarés internacional
| Juegos Asiáticos    | Juegos Asiáticos             | Juegos Asiáticos  | Juegos Asiáticos |
| Año                 | Lugar                        | Medalla           | Categoría        |
| ------------------- | ---------------------------- | ----------------- | ---------------- |
| 1998                | Bangkok (Tailandia)          | Medalla de bronce | –78 kg           |
| Campeonato Asiático |                              |                   |                  |
| Año                 | Lugar                        | Medalla           | Categoría        |
| 1996                | Ciudad Ho Chi Minh (Vietnam) | Medalla de bronce | –72 kg           |